# Torus Games
Torus Games Pty. Ltd. foi uma desenvolvedora de jogos eletrônicos baseada na Austrália.
A empresa já lançou mais de 60 títulos para as plataformas Xbox 360, PC, Nintendo Wii, Xbox, PlayStation 2, Nintendo DS, Sony PSP, GameCube, Nokia N-Gage, Game Boy Advance, Game Boy Color, Game Boy, Sega Saturn, Leapster e Leapster2.